# Musée Collectif de Casablanca
 (octobre 2022).
Il peut être nécessaire de l'améliorer pour respecter le principe de neutralité de point de vue. Veuillez consulter la page de discussion pour plus de détails.

Vous pouvez aider à l'améliorer ou bien discuter des problèmes sur sa page de discussion.
- Il ne cite pas suffisamment ses sources. Vous pouvez indiquer les passages à sourcer avec {{référence nécessaire}} ou {{Référence souhaitée}}, et inclure les références utiles en les liant aux notes de bas de page. (Marqué depuis octobre 2022)
- Son texte doit être wikifié : il ne correspond pas à la mise en forme Wikipédia (style, typographie, liens internes, liens entre les wikis, etc.). (Marqué depuis octobre 2022)
- Il n’est pas rédigé dans un style encyclopédique. (Marqué depuis octobre 2022)

- Archive Wikiwix
- Bing
- Cairn
- DuckDuckGo
- E. Universalis
- Gallica
- Google
- G. Books
- G. News
- G. Scholar
- Persée
- Qwant
- (zh) Baidu
- (ru) Yandex
- (wd) trouver des œuvres sur Wikidata

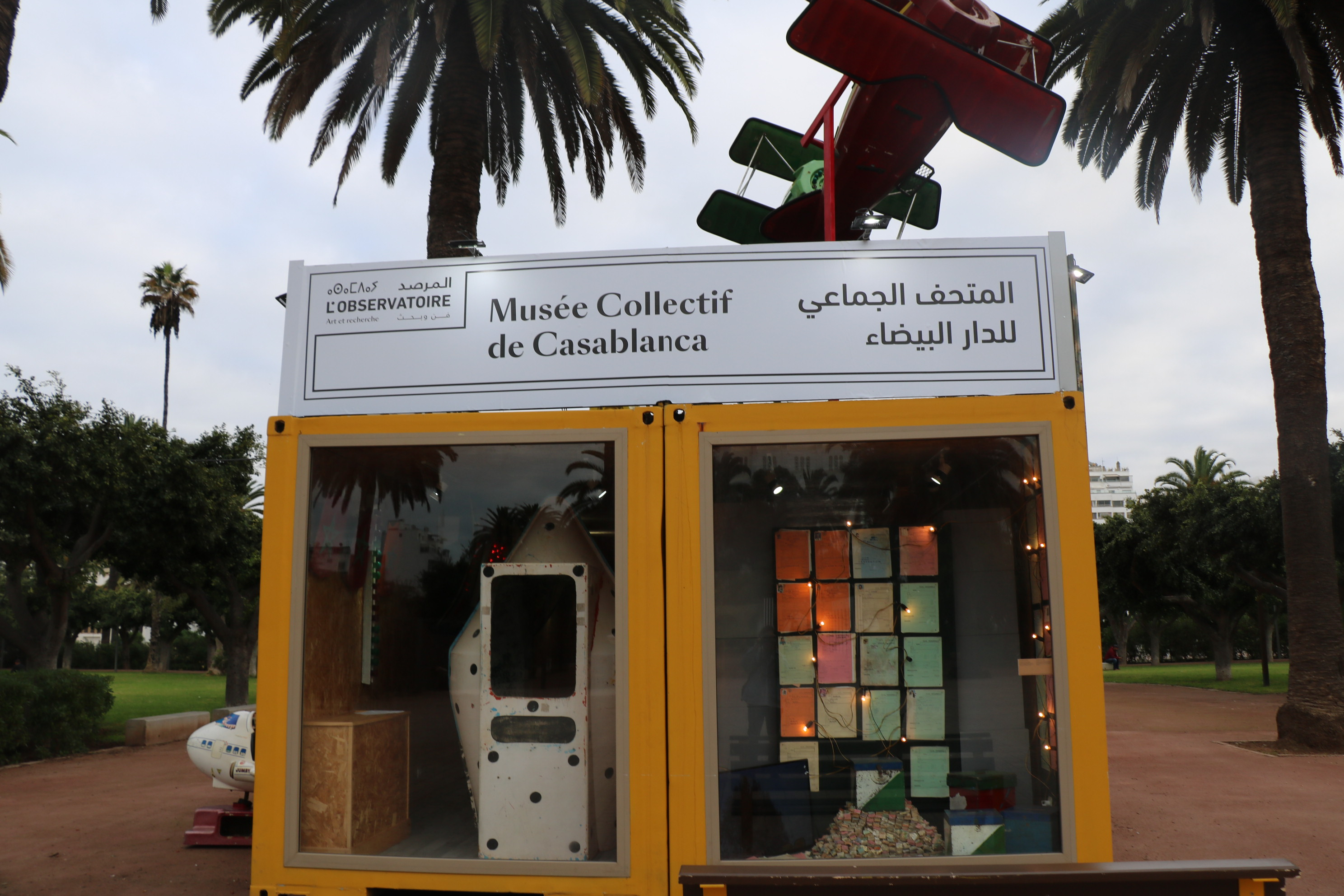
Façade du Musée Collectif installé au Parc de la Ligue Arabe

Le Musée Collectif de Casablanca a été créé par l’artiste casablancais Mohamed Fariji ; il est développé par l'Atelier de l'Observatoire. Ce projet consiste en un musée citoyen de la mémoire des quartiers de Casablanca qui propose un processus partagé d’écriture de l’histoire de la ville. Il a engagé avec lui une cinquantaine d'artistes, chercheurs et membres de la société civile autour de projets incluant des milliers d'habitants. Le musée ambitionne d'investir la mémoire oubliée et délaissée qu'elle soit citoyenne, industrielle, éducative. Au cours du temps, le Musée Collectif prend des formes différentes en fonction des projets et expositions temporaires, et s’installe de décembre 2021 à juillet 2022 au parc de la Ligue arabe. L’Atelier de l’Observatoire, co-fondé et dirigé par Mohamed Fariji, a pour objectif la création d’un musée citoyen permanent dédié au patrimoine et à la mémoire de Casablanca.
Un ouvrage paru en 2022 retrace l'histoire de ce Musée,.

## Les différents projets de l'Atelier de l'Observatoire

### L'Aquarium imaginaire: proposition artistique pour lieu abandonné
L'ancien aquarium de Casablanca, situé à proximité de la mosquée Hassan 2, a été un haut lieu de loisirs de la ville. En partant des archives de l'Aquarium (objets, témoignages de visiteurs), l'artiste Mohammed Fariji a créé une série d'objets qui forment un aquarium imaginaire dans l'exposition éponyme organisée en 2014 à la galerie Fatma Jellal,. Ce projet est né de la volonté de réactiver des lieux emblématiques de l'identité urbaine de Casablanca et engage des réflexions pour de possible reconversions de lieux publics laissés à l'abandon.

### Les actions de collectes participatives: rassembler, sauvegarder, exposer
Ces actions effectuées par des artistes, étudiants ou simples habitants consistent en des opérations de sauvetage du patrimoine et de la mémoire citoyenne des quartiers casablancais. Face à l’évolution socio-économique et les projets urbanistiques qui modifient ces espaces, le Musée Collectif récupère des objets, qui seront une base d’archive et de documentation pour les générations futures. Ces objets, de toutes sortes, témoignent de l’attachement des habitants à leur quartier et de la pluralité de leur rôle dans la constitution de l’identité de la ville.
Ces collectes servent à créer des expositions itinérantes qui mettent en lumière des métiers et atmosphères spécifiques à certaines zones urbaines comme les ramasseurs de carton, les gardiens de rue, les musiciens. Les opérations concernent également le patrimoine immatériel de Casablanca, à la croisée d’un travail de documentation et d’expériences muséales.

### Les vitrines du Musée Collectif

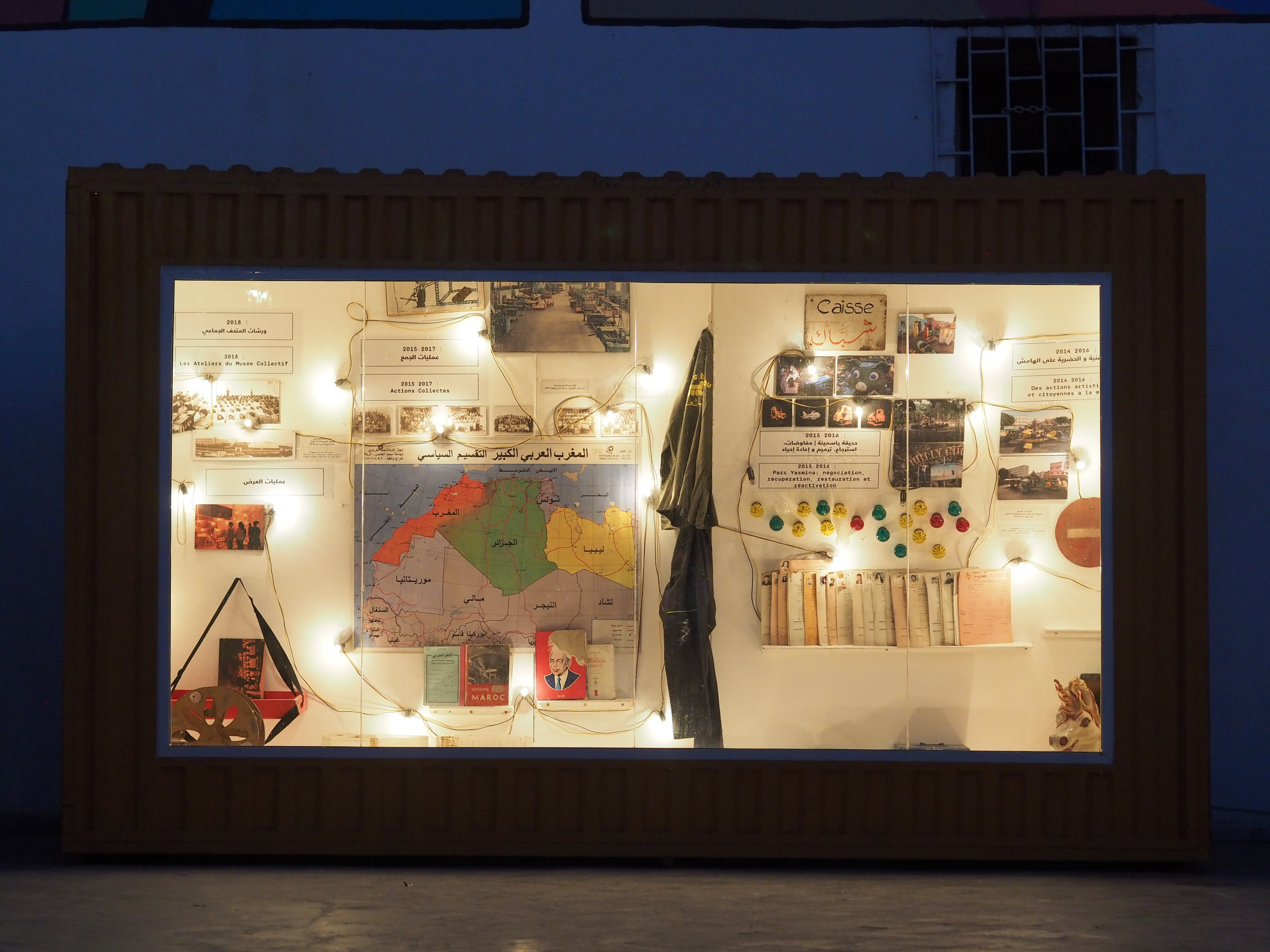

Les vitrines ambitionnent de présenter des objets de toutes parts de l'agglomération casablancaise. Les visiteurs peuvent ainsi se projeter dans un voyage temporel dans le patrimoine de la ville, son passé, son présent et questionner le futur de Casablanca. À la fois procédé de mise en scène mais aussi de valorisation de la mémoire collective, ces installations itinérantes permettent d'éveiller les consciences à propos de la richesse du patrimoine casablancais en permettant aux habitants d'y déposer leurs objets et mémoires. Ces actions de collectes ont notamment ciblé le patrimoine industriel du quartier emblématique d'Aïn Sebaâ sous la forme d’une vitrine exposant les objets récupérés qui représente une mosaïque de récits individuels qui retrace la trajectoire d’Aïn Sebaâ, quartier indissociable du destin industriel de la ville de Casablanca. Les vitrines tentent de retracer l’histoire particulière des quartiers et institutions emblématiques de la ville, afin d’en dégager une fresque artistique, historique, sociologique, urbanistique et surtout humaine.

## Evolution du Musée Collectif: d'abord hors les murs puis installé temporairement dans des conteneurs

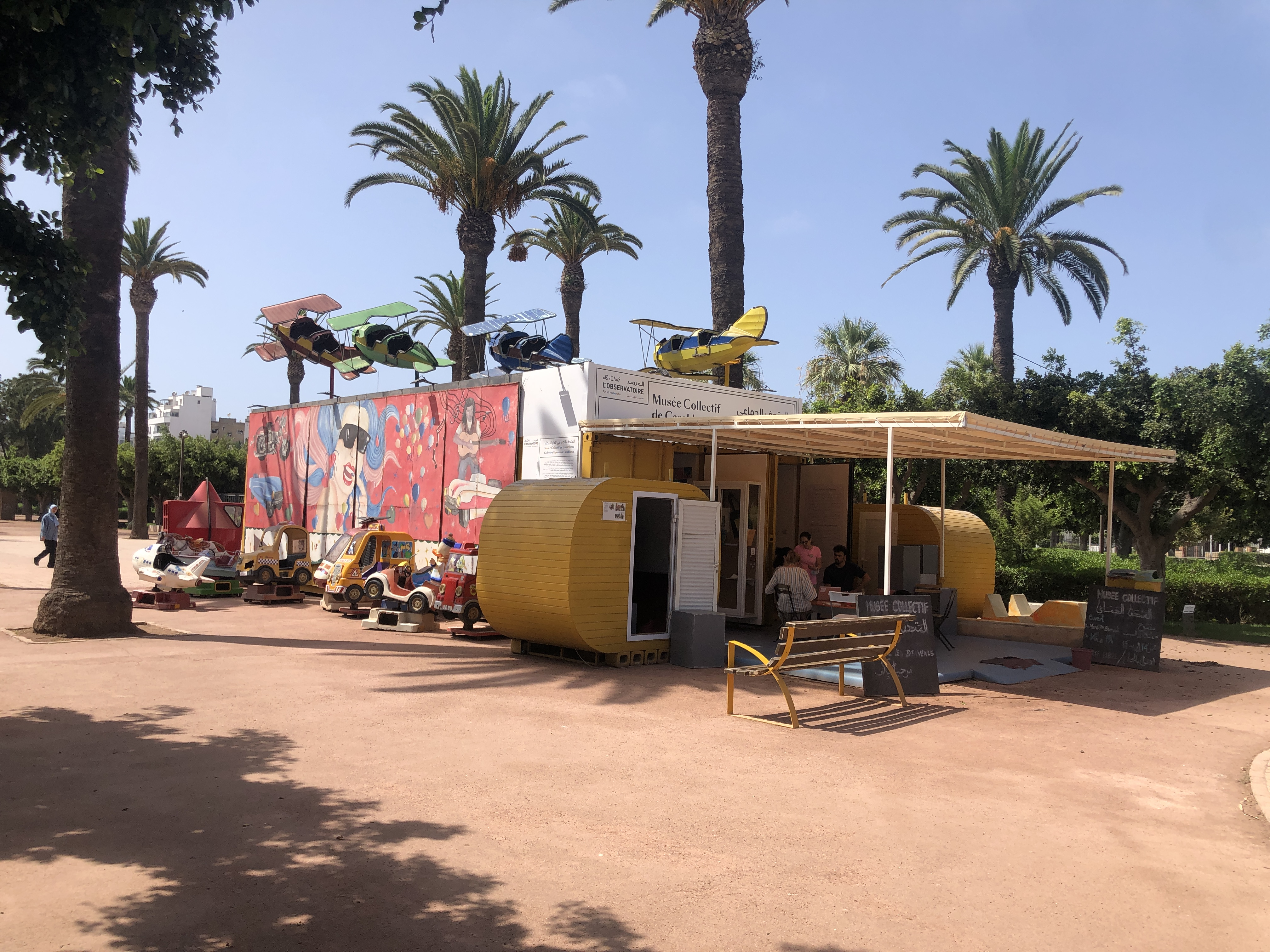
Vue du Musée Collectif depuis l'entrée principale, juillet 2022, au parc de la Ligue Arabe, Casablanca

À travers ces multiples actions le Musée collectif ambitionne d’intégrer pleinement les citoyens dans le processus d’écriture du récit culturel de Casablanca. Pour ce faire, le Musée Collectif se décline en différentes manifestations culturelles, participatives et inclusives visant à entamer un dialogue et une réflexion citoyenne sur la ville. De cette caractéristique polyforme, en constante évolution au fil des projets et expositions, se dessine un musée itinérant ouvert, apte à refléter Casablanca dans toute sa diversité.
À partir de décembre 2021, le Musée collectif connaît un tournant en s’installant dans le centre de Casablanca au Parc de la Ligue Arabe. Ce nouvel emplacement constitue une nouvelle étape dans la création d’un musée citoyen à Casablanca, dans l’attente de la création pérenne d’un tel musée. Surtout, cet emplacement permet au Musée collectif de s’intégrer durablement et de manière continue dans le paysage culturel de Casablanca, au sein d'un grand parc public de la ville. Toutefois, le Musée Collectif a été contraint de fermer le 29 juillet 2022 en raison de la rupture prématurée du contrat avec la SDL Casa Patrimoine.

### La Serre
La Serre est un dispositif mobile de médiation pour créer une approche collective autour de la mémoire et le développement entre les chercheurs, les artistes et les citoyens.
Cette installation prend la forme d’une serre agricole de 150m2 et accueille des travaux, activités d’artistes et activistes culturels sur la thématique de l’édition. Au fil des années, La Serre se déplace dans différents lieux publics périphériques de la ville, ce qui offre une interaction avec un public de différents horizons sociaux et géographiques (Aïn Chock, Laassilat, Sidi Moumen, Marrakech, Oulfa El firdaous, Hay Mohammadi Bruxelles). La Serre cible des environnements urbains, péri-urbains ainsi que ruraux, offrant un lieu de création artistique, de rencontres et d’interactions avec le public.

### Les Satellites
Les Satellites sont des projets mis en place par l'Atelier de l'Observatoire, qui viennent nourrir et accompagner la création du Musée Collectif. Ces projets ont lieu dans des espaces en dehors de Casablanca, et abordent des thématiques communes aux autres projets de l’Atelier de l’Observatoire comme la défense et l'exposition du patrimoine urbain en danger, l’exploration de la mémoire collective d’une ville. Ces installations prennent souvent la forme de vitrines exposant des objets issus de collectes participatives. Les projets Satellites sont participatifs et constituent autant de jalons dans le processus de création d’un Musée Collectif, ils en constituent en d’autres termes des étapes expérimentales.
Le concept de patrimoine est interprété dans sa définition large puisque les Satellites en abordent plusieurs volets comme la richesse architecturale, la mémoire urbaine de Charjah, la mémoire immatérielle de quartiers. C’est suivant ce fil conducteur que Mohammed Fariji et l’Atelier de l’Observatoire se sont intéressés au patrimoine des épiciers (bakkala) à Nouakchott en Mauritanie et à l’école primaire EMCPE Mohammadia Lavigerie à Alger, détruite par le chantier de la grande Mosquée El Djazair. Ces projets satellites représentent autant de mise en lumière/hommage à des éléments qui font partie intégrante d’un patrimoine marginalisé et déprécié.

#### Collection du Musée Collectif (Liste des projets d’artistes et de chercheurs au sein du Musée Collectif)
Entre 2018 et 2021, à la suite d'appels à projet comprenant des bourses, un ensemble de projets artistiques ont été sélectionné par l'Atelier de l'Observatoire. Une réalisation artistique est le fruit de chaque projet et vient s'ajouter à la collection du Musée Collectif.
- Traversées urbaines : petites visites guidée (Ain Chock), par l’architecte et urbaniste Flore Grassiot, avril-mai 2018
- Mahattat Radio, Abdallah Hassak (artiste sonore et producteur), Hay Mohammadi et ancienne médina, mars-juillet 2018[12]
- Journal des quartiers, Omar Radi, Journaliste indépendant, Aïn Chock, Hay Mohammadi, Ancienne Médina, mai-juillet 2018
- Hay Mohammadi, au fil des origines, Manon Troux, architecte et chercheuse en sociologie et urbanisme, Hay Mohammadi, Janvier-Juillet 2019[13]
- The Hood, Mehdy Mariouch et Walid Bendra, Photographes, ancienne médina et Aïn Chock, avril-juillet 2018
- Darbat Saligan “7447”, Zineb Chafchaouni, réalisatrice, scénariste, Derb Sultan et Derb el Kabir, décembre 2018-décembre 2019
- Tit Mellil : plus qu’un aérodrome, Réda Bennani, diplômé en journaliste et étudiant en archives et l’artiste Mohammed Fariji, octobre 2020-octobre 2021[14],[15],[16]
- Maquette, Amélie Giacomini, artiste (Performance/Design), Aïn Chock, Juillet 2018
- Où dort le rhinocéros ce soir, Noureddine Ezzaraf et Lisa Stewart, artiste sonore et artiste, Hay Hassani, septembre-décembre 2018
- Sraghna Checkers, Safaa Bendhiba, doctorante en Sciences sociales et cinéaste, Derb Sultan, Septembre 2019-Août 2021
- La septième porte, les vieux cinémas, Catherine Poncin, artiste, cinéaste, Hay Mohammadi, octobre 2018
- Archéologie du Cinéma, Léa Morin, chercheuse en cinéma, faculté des lettres et sciences humaines de ben M'sik, mai-juin 2018

#### Archives du futur: capter et archiver le Casablanca d’aujourd’hui pour les prochaines générations
- Capsules temporelles/mémoires des écoles, Soukaina Aboulaoula, Cinéaste, Ain Chock, mars 2018
- Archivage du goût, Delphine Huguet, Artiste - Designeuse, Ain Chock et Ancienne Médina,
- Design Without Designers, d-o-t-s (Laura Drouet, Olivier Lacrouts), chercheurs et curateurs indépendants, bourgogne et École Supérieure des Beaux-arts de Casablanca, Décembre 2018-Janvier 2019[17]
- 3lash L’Car majach men Fès, Mélanie Yvon, artiste-auteure, Ecole de la seconde chance, Oulfa, Ben M’sik, et Hay Mohammadi, février-mars 2019

#### Récits Casablancais[18]
- Caza Amazighes, Mohamed Oubenal, chercheur en économie et sociologie, boultek, centre pour la musique contemporaine, Sidi Maarouf. Janvier-juillet 2019
- Ville et patrimoine, Samba Soumbounou, médiateur culturel, Ain Sebaa et al Firdaous, janvier-juillet 2019
- Me,We, Soukaina Belghiti, vidéaste et photographe, Plage Pepsi, Ain Diab, Janvier-Août 2019
- Un oued qui traversait ma ville, Abderrahmane Doukkane, Photographe et Matthieu Duperrex, Artiste chercheur, tout au long de l’oued Bouskoura, De Aïn Oum Nkhaila a Bouskoura et Casa port, février-décembre 2020
- Casa Palimpseste, Céline Pevrier et Angélique Joyau, éditrice de Sun/Sun éditions, Galerie CDA, décembre 2019 décembre 2020
- Ce qui fait culture pour moi, Danielle Pailler, Docteur en sciences humaines et sociales, consultante, école supérieure des beaux-arts de Casablanca
- L’Khayria : Recto-Verso, Danse et mémoire du mouvement, Said al-Haddaji et Manon de Matauco, Danseurs contemporains, Ain Shock, juin 2018
- 3lach?3lach lla, Pourquoi, pourquoi pas, Philosophie pour enfants, Soufiane Margoube, Housni Zbaghdi, fondateur de SEVE Maroc, Philisophie et médiation pour enfants

#### Art et architectures
- De mémoire de bouteille, Adam Walid Pugliese, architecte et artiste, Lorène Chiron, urbaniste et Maxime Faure, cinéaste, Ain Sebaa, Mohammedia, Septembre 2019-août 2021
- Anfa, la colline aux mille villas, Laure Augereau, architecte, Kenza Joundy ouazzani, médiatrice culturelle, Anfa, septembre 2019
- A modern Map of Casablanca, Imad Dahmani, Lahbib el Moumni et Elmehdi Maslil (MAMMA), Architectes, Aïn Chock, Aïn Sebaa, Septembre 2018-novembre 2019
- Heterotopias_Casablanca Layers of Love, Fatima Zahra Benhamza, architecte, académie des arts traditionnels, octobre 2019-octobre 2021
- Mémoire des cactus et mystère des cochenilles, Mohamed Fariji, artiste conceptuel et Eugénie Forno, artiste chercheuse, Laasilat, Bouskoura, Décembre 2020- Juin 2021 [19]
- Jnan el-karmous, Chloé Despax, artiste sonore, Laasilat, Bouskoura, Février 2020-Avril 2021
- Trace d'un paysage périurbain en transformation, Chahine Fellahi, Kaïs Aïouch, artistes visuels, photographes, Laasilat, Bouskoura, Mai-Juillet 2021
- Quand les Messor dessinent un tapis, Alexis Cicciù, artiste plasticien, Juillet 2021-Septembre 2021

#### Autres projets
- Jouteya Reloaded, Nina Kozlowski, journaliste et autrice, Anaïs Fa, commissaire d'exposition, Derb Ghallef, Novembre 2019
- Derb el Aghani, Collecte de chansons "Casablancaises", Farid Ghrich, Journaliste indépendant, Maarif, Novembre-Décembre 2018
- Leurs Chœurs, Zineb Chafchaouni, réalisatrice, Mers sultan, Novembre 2019
- Hikayat intimae, Sharaf el-din Essami, vidéaste et photographe, Aïn Sebaâ, Juillet 2020
- Memories of the city, Ahmad Borham, Architecte et chercheur en urbanisme, Azza Ezzat, Illustratrice, AÏn Sebaâ et école supérieure des beaux-arts de Casablanca, Septembre 2019
- Casacatures, Ali Ghami, Caricaturiste, Bouznika, Benslimane, Mars 2020-Mai 2020 -Hanout, Nora Noor, Photographe, Oulfa, Juin 2019

#### Partenaires financiers
Ce projet a été rendu possible grâce au soutien de la Fondation DROSOS.
L'Atelier de l'Observatoire a également reçu le soutien financier de l'UNESCO, du ministère de la Culture, de l'Union européenne dans le cadre du programme régional Med Culture, de The Arab Fund for Arts ans Culture (AFAC) depuis 2017, El Mawrid El Takafi, de l'ambassade du royaume des Pays-Bas depuis 2015, de l'Institut français du Maroc et du service de Coopération et d'Action Culturelle de l'ambassade de France au Maroc (SCAC), de la fondation Heinrich Böll Stitfung Rabat, The art collaboratory, Sharjah Art Fondation, le Goethe Institut Rabat, the Kamal Lazaar Fondation, de la SERRE-arts vivants Canada, de Casa Patrimoine et de l'Office National des Aéroports (ONDA).

#### Partenaires institutionnels et associatifs
Les ateliers participatifs ainsi que les rencontres de l'Atelier de l'Observatoire ont été réalisés grâce à nos partenaires institutionnels et associatifs locaux, nationaux et internationaux : la direction régionale de Hay Hassani, Aîn Chock et Nouaceur (délégation de la jeunesse et des sports), délégation provinciale du ministère de l'Education nationale, les centres culturels des quartiers Al Firdaous, Aîn Chock, la faculté des Lettres et des Sciences Humaines de Ben M'sik (Université Hassan II), le Conseil national des droits de l'homme, le Conseil régional des droits de l'homme Casablanca, Eunic Casablanca, l'Ecole supérieure des Beaux-Arts de Casablanca, le Musée de la fondation Abderrahman Slaoui, l'association Casamémoire, la délégation régionale du ministère de l'éducation, l'association Initiative Urbaine Hay Mohammadi, le Centre Culturel de l'Uzine - Aïn Sebaâ, les sociétés Aiguebelle, Intis, Maroc Bureau, l'Association Ta7rir pour la promotion des industries culturelles, l'association Mamma, l'Heure joyeuse association, IC imagine, MBA (le secrétariat de la Culture et le Musée du Palais des Beaux-arts à Mexico, INECOL (Institut d'Ecologie à Veracruz, Mexique), INBAL (l'Institut national de la recherche agronomique) et le Boultek Centre de musique actuelles.